# 미국 기상 학회

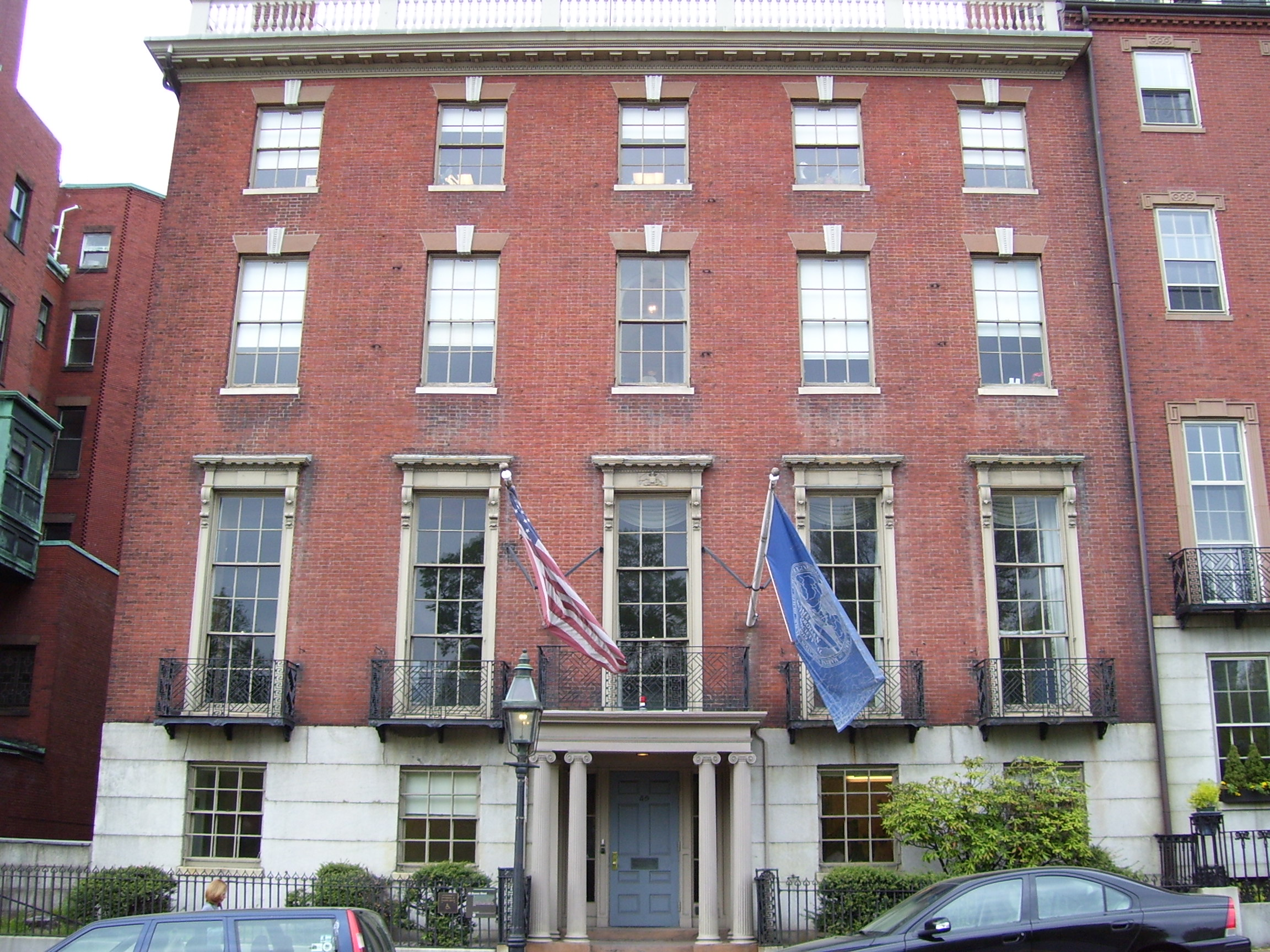

미국 기상 학회(美國氣象學會, American Meteorological Society, AMS)는 미국의 대기 과학과 해양학 등을 다루는 학회이다. 1919년 설립되었다.